# Mars 1838

## Événements
- 5 mars, Paris (France) : ouverture d'une voie reliant la rue des Archives et la rue Montorgueil, la future rue Rambuteau.

- 6 mars, France : loi concédant le chemin de fer de Strasbourg à Bâle.

- 8 mars : reprise, à la Comédie-Française de la pièce de Hugo, Marion Delorme. Marie Dorval est Marion.

- 10 mars et 16 juillet : les Pays-Bas renouvellent le traité de pays de 1769 avec les Matawai du Suriname[1].

- 13 mars : massacre du Rossio lors d'une révolte populaire à Lisbonne.

- 14 mars : le roi Guillaume II des Pays-Bas accepte le traité des 24 articles du 15 octobre 1831 concernant l’indépendance de la Belgique. Le traité assure le retour de quelques territoires aux Orangistes.

- 15 mars, France : violent article de Gustave Planche dans la Revue des deux Mondes. Il attaque l'ensemble de l'œuvre de Victor Hugo.

- 18 mars : Arthur de Gobineau est présenté à Mme Dorval qui « comprend l'art d'une manière étonnante dans une femme » et il va la voir dans Marion Delorme au Théâtre-Français.

- 19 mars : Gobineau se lie intimement avec Hercule de Serre, neveu de sa protectrice : Mme de Serre l'a présenté à Salvandy, à Mme de Rauzan. Il est reçu chez Lamartine. Ballanche a goûté son article sur la poésie persane, qui paraîtra le 22 septembre dans la Galette de France.

- 20 mars, France :
  - Jean-Claude-Républicain Arnoux dépose le brevet système Arnoux.
  - Essais d'éclairage au gaz de la place de la Concorde.

- 22 mars : Honoré de Balzac entreprend une expédition d'un mois et demi en Sardaigne. Lors de son passage à Gênes, l'année précédente, il a appris l'existence de mines de plomb argentifère et il rêve de faire fortune. Il redonne vie à un filon abandonné : la Nurra (voir Histoire minière de Sardaigne).

## Naissances
- 3 mars : George William Hill (mort en 1914), astronome et mathématicien américain.
- 9 mars : Edmund von Fellenberg (mort en 1902), géologue et alpiniste suisse.
- 12 mars : William Henry Perkin (mort en 1907), chimiste anglais.
- 20 mars : Ferdinand Zirkel, géologue et pétrologue allemand († 1912).
- 21 mars : Pietro Tacchini (mort en 1905), astronome italien.

## Décès
- 5 mars : Charles Boulanger de Boisfrémont, peintre français (° 25 juin 1773).
- 16 mars : Nathaniel Bowditch (né en 1773), mathématicien américain.
- 26 mars :
  - Jean-Baptiste Grenier, homme politique français, député du tiers état de la sénéchaussée de Riom aux États généraux (° 21 avril 1753).
  - Charles Éléonor Dufriche-Valazé, général français (° 23 janvier 1751, 87 ans)